# Три Толстяка
«Три Толстяка» — сказка Юрия Олеши, написанная в 1924 году. В книге рассказывается о революции, поднятой бедняками против богачей (Толстяков) в вымышленной стране. Эта страна описана в реалистическом духе, без волшебства и сказочных существ, но некоторые фантастические элементы всё же присутствуют.

## Страна Толстяков
События происходят в некой безымянной стране, жителей которой трудно соотнести с каким-то из реальных народов. Фамилии и имена либо придуманные, либо заимствованные из разных европейских, в основном романских языков. Эпизодически появляются стрелок-испанец и зоолог-немец, которых остальные персонажи считают иностранцами. 
Страной правят Три Толстяка (олигархи, которые захватили монополию на важнейшие ресурсы: Первый толстяк монополизировал производство хлеба, Второй толстяк владеет всеми угольными месторождениями и угольной промышленностью, Третий толстяк монополизировал добычу железа и тяжёлую металлургию), не имеющие ни титулов, ни формальных должностей. Кто правил страной до них, неизвестно; они — по сути, регенты, имеющие несовершеннолетнего наследника Тутти, которому и собираются передать власть, когда он вырастет. Население страны делится на «народ», «толстяков» и им сочувствующих, хотя чётких критериев такого деления не даётся.
Толстяки в общем представлены как богачи, обжоры и бездельники, народ — как бедняки, голодающие, рабочий люд, но среди героев романа немало исключений — хотя бы доктор Гаспар Арнери, которого нельзя отнести к беднякам, но который, тем не менее, сочувствует революционерам, а также безымянные гвардейцы, стреляющие в своих сослуживцев, верных присяге Толстякам.

## Сюжет
В стране Трёх Толстяков революционная ситуация — недовольство бедной части общества. То и дело вспыхивают столкновения мятежников с гвардией Трёх Толстяков. Лидерами революционеров являются оружейник Просперо и воздушный гимнаст Тибул. Великий учёный страны, доктор Гаспар Арнери, сочувствует народу, хотя сам — довольно обеспеченный человек. Просперо арестовывают и сажают в клетку зверинца, но Тибул остаётся на свободе. Гаспар прячет Тибула в своём доме и с помощью смываемого раствора перекрашивает его в негра для временной маскировки. На следующий день «негр» случайно узнаёт о подземном ходе из дворца Трёх Толстяков. Этот секрет открывает Тибулу продавец воздушных шаров, который накануне имел неосторожность залететь на своих шарах на дворцовую кухню и только за связку своих шаров купил свободу у пригрозивших выдать его поварят.
Тем временем, поднявшие мятеж гвардейцы дворцовой стражи портят механизм чудесной куклы наследника Толстяков, мальчика Тутти. Когда кукла была исправна, внешностью она не отличалась от живой девочки и даже росла идентично с Тутти. Как лучшему уму страны, доктору Гаспару дают приказ починить куклу за один день и одну ночь под угрозой суровой кары. Он не может сделать этого по техническим причинам и везёт куклу во дворец, чтобы честно сдаться, но по дороге теряет её. Поиски куклы приводят его в фургон бродячих артистов, и там он встречает маленькую циркачку Суо́к, как две капли воды похожую на сломанную куклу. По инициативе Тибула — тоже члена труппы циркачей — она соглашается подменить собой куклу и помочь революционерам, спасти Просперо из дворцового зверинца. Более того, доктор, договорившись с Суок, демонстрирует Толстякам, будто бы кукла безвозвратно умрёт, если те не отменят казнь пленённых мятежников, и казнь отменяют, чтобы не расстроить Тутти смертью куклы.
Девочке удаётся освободить Просперо: она берёт ключ от его клетки у Тутти, которому Толстяки повесили его на шею, полагая, что так ключ будет в наилучшей сохранности. Освобождая Просперо из зверинца, Суок замечает в одной из клеток умирающее существо, похожее на человекоподобного волка. Он представляется Тубом — учёным, который когда-то позаимствовал с Суок образ куклы для Тутти. Перед смертью несчастный узник признаётся, что на самом деле Суок и Тутти — разлучённые близнецы, с того момента, когда им было по 4 года и их похитили из родного дома гвардейцы Трёх Толстяков. Этот же учёный отказался делать наследнику Тутти железное сердце вместо человеческого (железное сердце требовалось Толстякам для того, чтобы мальчик вырос жестоким и безжалостным). Проведя в клетке зверинца восемь лет, Туб превратился в существо, напоминающее волка, — полностью оброс шерстью, у него появились клыки. Учёный Туб умер и оставил записку, чтобы сказать правду.
Просперо и Суок пытаются сбежать из дворца. Оружейнику это удаётся, а Суок — нет. Её арестовывают и приговаривают к смерти. Чтобы Тутти своим плачем не помешал казнить лже-куклу, особые соглядатаи усыпляют мальчика на несколько дней с помощью снотворного. Тем не менее для храброй девочки и революционеров всё складывается удачно: гвардейцы, перешедшие на сторону народа, перед самой казнью подменяют девочку на найденную куклу. Трёх Толстяков свергают, а Суок и Тутти окончательно воссоединяются и дают представления. Теперь они стали цирковыми артистами Суок и Тутти.

## Персонажи
- Доктор Гаспар Арнери — старый учёный, самый известный в стране, сочувствует народу.
- Наследник Тутти — мальчик 12 лет, наследник Трёх Толстяков, брат Суок.
- Суок — девочка-циркачка 12 лет, напарница Тибула, сестра Тутти, добродушная, смелая и находчивая.
- Три Толстяка — правители страны. Их имена не упоминаются, в романе их называют Первым, Вторым и Третьим Толстяками.
- Оружейник Просперо — один из вождей революционеров.
- Канатоходец Тибул — один из вождей революционеров, акробат, цирковой артист из труппы «Балаганчик дядюшки Бризака», лучший гимнаст в стране.
- Граф Бонавентура — капитан дворцовой гвардии.
- Раздватрис — учитель танцев, являющейся сторонником Толстяков и всех богачей.
- Голубоглазый гвардеец — один из гвардейцев-мятежников. Притворяется лояльным Трём Толстякам, благодаря чему получает возможность свободно действовать во дворце.
- Туб — учёный, создатель куклы наследника Тутти.
- Август — старый клоун из труппы «Балаганчик дядюшки Бризака».
- Тётушка Ганимед — экономка доктора Гаспара.
- Продавец воздушных шаров — человек, случайно залетевший на своих шарах на дворцовую кухню.

## История создания
- Автор посвятил свою сказку Валентине Грюнзайд — девочке, случайно повстречавшейся ему в Москве. Впоследствии Валентина Леонтьевна Грюнзайд стала женой писателя Евгения Петрова.
- Имя главной героини Суок — девичья фамилия жены писателя, Ольги Густавовны, и её сестры, Серафимы Густавовны — первой возлюбленной Олеши. В книге имени даётся особое толкование: имя «Суок» означает «вся жизнь» на вымышленном «языке обездоленных». Фамилия экономки доктора Гаспара, Ганимед — имя персонажа греческой мифологии, виночерпия на Олимпе. Просперо — имя чародея из шекспировской пьесы «Буря». Фамилия капитана Бонавентуры — псевдоним средневекового теолога и философа Джованни Фиданцы.
- Согласно другому источнику, женой Олеши была Серафима Суок. Ольга Борисовна Эйхенбаум о Викторе Шкловском:

В 53-м году он ушёл из семьи — как говорил папе, потому что неправильно повела себя его жена, Василиса Георгиевна.
Шкловский был очень свободолюбивый человек и требовал для себя свободы действий. У него был роман со своей машинисткой Симочкой Суок. Когда-то она была женой Олеши, потом — Нарбута, а потом — просто машинисткой у известных писателей — для приобретения мужа, внешне очень интересная и человек интересный. Но Виктор Борисович не собирался уходить из семьи: у него была дочка, и он всю жизнь любил свою Василису. Однажды он пришёл домой в 12 часов, ему дверь не открыли. И он ушёл к Симе в её десятиметровую комнату, оставив жене всё: квартиру, библиотеку, дачу. И остался в комнатке Симы в коммунальной квартире.

- Одним из первых художников, взявшихся за иллюстрацию книги, был Мстислав Добужинский.

## Критика
В своей статье «Веер герцогини» (1929) Осип Мандельштам отмечал:

Не так давно вышла книга Юрия Олеши — «Три толстяка». Олеша — писатель на виду. После «Зависти» он выпустил «Толстяков». Если бы «Толстяки» Олеши были переводной книгой, то всякий внимательный читатель сказал бы: как странно, что я до сих пор не знал этого замечательного иностранного автора. Наверное, у себя на родине он считается классиком, спасибо, что его хоть поздно, но перевели. Между тем у нас чуть не единственным откликом на «Толстяков» была рецензия в «Читателе и писателе» под заголовком: «Как не следует писать книги», с высокомерным и неумным брюзжанием и боязнью захвалить молодого автора. Между тем «Толстяками» уже зачитываются и будут зачитываться и дети, и взрослые. Это хрустально-прозрачная проза, насквозь пронизанная огнём революции, книга европейского масштаба.

Лидия Чуковская подвергла роман критике:

В чём же литературная природа этого странного холода, исходящего от книги?
В том, по-видимому, что, мир, создаваемый Ю. Олешей в «Трёх толстяках» (и во многих произведениях, более поздних), — это мир вещей, а не мир человеческих чувств. Но читатели — люди, и трогать их, волновать их дано только человеческому; вещь интересна нам только тогда, когда сквозь неё можно яснее разглядеть человека. <…>
в «Трёх толстяках» вещи властвуют самодержавно, тормозя движение сюжета, сосредоточивая внимание читателя на побочном в ущерб главному. Читая «Трёх толстяков», невольно вспоминаешь слова Флобера в одном из его писем: «Излишние сравнения следует давить, как вшей». А «Три толстяка» будто нарочно для того и написаны, чтобы все вещи, всех животных, всех людей сравнивать с животными и с вещами. «Большие розы, как лебеди, медленно плавали в мисках»; «Фонари походили на шары, наполненные ослепительным кипящим молоком»; «Розы вылились, как компот»; «Шпоры у него были длинные, как полозья»; «Пантера, совершая свой страшный путь по парку и по дворцу, появилась здесь. Раны от пуль гвардейцев цвели на её шкуре розами». А вот о людях: «Они бежали к городу. Они удирали. Издалека люди казались разноцветными флажками»; «Целые кучи людей падали по дороге. Казалось, что на зелень сыплются разноцветные лоскутки»; «Теперь высоко под стеклянным куполом, маленький, тоненький и полосатый, он был похож на осу, ползающую по белой стене дома». Зрительно, внешне, всё это, вероятно, так и есть: падающие люди похожи на лоскутки, человек в полосатом костюме похож на осу. Но ведь люди эти падают, поражённые пулями героев, человек, идущий под куполом, совершает геройство — зачем же автор видит их только извне? Исключительно живописная точка зрения тут едва ли уместна. Если раненые люди кажутся автору похожими на разноцветные лоскутки, то, по-видимому, гибель их не особенно задевает его; неудивительно, что и читатель остаётся равнодушен к их гибели.
Здесь мы подходим к главному источнику холода, которым веет от книги. Ведь тема «Трёх толстяков» — борьба трудового народа с угнетателями, борьба восставшего народа с правительством. Беда не в том, что тема эта взята, как сказочная; наоборот, сказка могла дать огромные возможности для социального обобщения и для раскрытия героизма. Беда в том, что основная тема тонет в капризах сюжета, беда в том, что розы олешиного стиля расцветают не на её пути. Как и почему народу удалось одержать победу, как и почему гвардейцы перешли на сторону народа, как восставшие взяли дворец, — обо всём этом мы узнаём очень мало — гораздо меньше, чем о розовом платье Суок, о звуке её имени или о тени, отброшенной на лицо спящего воздушными шарами.

### Предположения об аллюзиях
- Наталья Будур предполагает, что в образе Тутти мог быть запечатлён образ Франца, сына Наполеона I, баварского короля Людвига ІІ, или цесаревича Алексея[6].
- Побег Тибула под куполом площади Звезды отсылает к известной в эпоху модерна аллегории «акробат над городом»[6].
- По мнению Сони Мур, Три Толстяка могут олицетворять церковь, капитализм и армию[7].

## Адаптации

### Постановки
- 1930 — спектакль во МХАТе[6];
- 1936 — «Три толстяка» балет в Большом театре на музыку В. Оранского, либретто и постановка И. Моисеева[6];
- 1955 — спектакль в рижском ТЮЗе;
- 1967 — Московский государственный детский музыкальный театр, опера в постановке Н. Сац.[8]
- 1988 — мюзикл «Кукла наследника Тутти». Музыка Анатолия Кальварского.
- 2000 — мюзикл «Три толстяка» в театре «Карамболь»
- 2018 — «Три толстяка. Эпизод 1. Восстание» / «Три толстяка. Эпизод 2. Железное сердце». Большой драматический театр им. Г. А. Товстоногова (Санкт-Петербург), режиссёр А. Могучий. Спектакль стал лауреатом российской национальной театральной премии «Золотая маска» в категории для драматических спектаклей в номинации «Лучшая работа художника по костюмам» и был номинирован на ещё пять номинаций: «Лучший спектакль, большая форма», «Лучшая работа режиссёра», «Лучшая работа художника», «Лучшая женская роль второго плана» (А. Петровская, И. Венгалите), «Лучшая мужская роль второго плана» (Д. Воробьёв)[9].

- 2022 — Театр Александры Нероновой «ТеНер» — музыкальный спектакль «Три толстяка» (премьера 13. 11. 2022)

### Экранизации
- 1963 год — «Три толстяка», рисованный мультфильм.
- 1966 год — «Три толстяка», фильм Алексея Баталова.
- 1980 год — «Разлучённые», музыкальный кукольный мультфильм.
- 1985 год — «Три толстяка[венг.]», фильм венгерского режиссёра Миклоша Чаньи[венг.].

### Аудиоверсии
- 1954 год — грампластинка «Три Толстяка», литературно-музыкальная композиция режиссёра Н. Александровича, музыка Владимира Рубина.
- 1965 год — «Три толстяка»: радиоспектакль, записанный Всесоюзным радио; издан комплектом из двух грампластинок.